# Coswell
Coswell rappresenta un gruppo di aziende a gestione familiare specializzata nella produzione e commercializzazione di prodotti di largo consumo per la cura e il benessere della persona, prodotti per la profumeria "masstige" e la profumeria selettiva.
La distribuzione copre i canali grande distribuzione, farmacie e profumerie.
Il Gruppo collabora con centri di ricerca privati, numerose Università, Istituti scientifici, come la Fondazione Umberto Veronesi, e possiede uno stabilimento produttivo certificato IS09001.
Coswell nasce a Bologna, con la sua sede principale a Funo di Argelato e i due maggiori stabilimenti produttivi, Incos Group e FA.MA.C. International a Castello D'Argile; mentre lo stabilimento produttivo LCBeauty è locato a San Marino. Seguono altri stabilimenti produttivi minori dislocati nel Nord Italia.

## Storia[1]
Coswell nasce dall'esperienza Guaber fondata nel 1961 da Paolo Gualandi e Athos Bergamaschi per la produzione di bagni schiuma, shampoo e deodoranti.
Negli anni a seguire nascono alcuni marchi che hanno fatto la storia nel mondo del personal care: Antica Erboristeria, brand per la cura e il benessere della persona a base di principi attivi naturali, e Neutromed, la prima linea di prodotti a PH neutro 5.5. Successivamente alla cessione a terzi di questi brand l’azienda si focalizza anche sul mondo della cura della casa con la nascita dei marchi Cera Grey, Coloreria Italiana e Drago. Nel 1988 nasce Eurocosmesi una divisione dell'azienda pensata per la produzione e la vendita di profumi. Nel 1991 Villa Angelica diventa la sede dell'Istituto Erboristico per la coltivazione, lo studio e l'utilizzo delle piante officinali. Nel 1995 Eurocosmesi lancia il marchio svizzero Transvital. Nel 2006 i brand legati alla cura della casa seguono lo sviluppo di un progetto di private equity e l’azienda si rifocalizza nel mondo cosmetico e wellness prendendo il nome Coswell. Nel 2007 grazie alla collaborazione con l'Università di Bologna e il Prof. Norberto Roveri nasce Biorepair®, il primo e unico dentifricio al mondo a base di microRepair® capace di riparare lo smalto dei denti. Nello stesso anno l’azienda acquisisce il marchio Gandini, antica casa profumiera fondata da Alessandro Gandini nel 1896. Nel 2008 acquisisce il 65% di Euritalia ed inizia a vendere anche attraverso le farmacie per poi completarne l'acquisizione nel 2010, rendendo Euritalia una divisione dell’azienda. Nel settembre 2009 Coswell acquisisce il marchio storico Prep. Nel 2010 ottiene il controllo totale di Eurocosmesi, creando la nuova struttura di Coswell Group, costituita da quattro distinte business units: Coswell Grande Distribuzione, Eurocosmesi, Euritalia Pharma, Divisione Export. Nel 2013 Coswell lancia il nuovo rivoluzionario dentifricio Blanx White Shock. Nel 2016 Euritalia rafforza il portafoglio con l'acquisizione di un marchio storico presente in Farmacia: Lenigola. Nel 2021 acquisisce i marchi Vim, Ballerina e Drago e nel 2022 inizia la distribuzione del brand leader di insetticidi Vape.

## Marchi[2]
MASS MARKET:
- Biorepair
- Blanx
- Istituto Erboristico L'Angelica
- PREP
- Bionsen
- Dolorelax
- Zanzarella
- Rapident
- Drago
- Ballerina
- Vim
- Isomarine

PHARMA:
- Isomar
- Isomax
- Lenigola 2act
- Rinosol 2act
- Verum
- Eubell
- La farmacia delle erbe
- Acuvis
- Fave di Fuca
- EnteroFlora
- Pumilio
- Biorepair Plus
- Blanx Med

PROFUMERIA:
- Byblos
- Gandini dal 1896
- Fila (scelto come partner Coswell per sviluppare la prima gamma di cosmetici e fragranze)
- Renato Balestra
- Luciano Soprani
- Rockford Homme
- Jennifer Lopez
- Les Destinations
- Tabac Original
- Kocca
- Playboy
- 4711 Original eau de cologne
- Transvital

HORECA:
- Istituto Erboristico L'Angelica